# Federico Delbonis
Federico Delbonis (* 5. října 1990 Azul) je argentinský profesionální tenista hrající levou rukou. Ve své dosavadní kariéře vyhrál na okruhu ATP Tour dva singlové a dva deblové turnaje. Na challengerech ATP a okruhu ITF získal dvanáct titulů ve dvouhře a osm ve čtyřhře.
Na žebříčku ATP byl ve dvouhře nejvýše klasifikován v květnu 2014 na 33. místě a ve čtyřhře pak v červenci 2019 na 110. místě. Trénuje ho Albert Gustavo Tavernini.
Přelomovou se pro něj stala sezona 2013, během níž odehrál premiérové finále turnaje ATP a také pronikl do elitní stovky světového žebříčku. Na nejvyšší grandslamové úrovni se ve dvouhře nejdále probojoval do třetího kola melbournského Australian Open 2016. ve dvouhře triumfoval na Brasil Open 2014 a Grand Prix Hassan II 2016.
V argentinském daviscupovém týmu debutoval v září 2014 floridskou baráží Světové skupiny proti Izraeli, v němž ve čtyřhře podlehl po boku Horacia Zeballose dvojici Jonatan Erlich a Andy Ram. Argentina se po vítězství 3:2 na zápasy udržela ve světové skupině. V roce 2016 se stal členem vítězného družstva, které ve finále zdolalo Chorvatsko. Do roku 2021 v soutěži nastoupil k šesti mezistátním utkáním s bilancí 5–3 ve dvouhře a 0–1 ve čtyřhře.

## Profesionální kariéra

### 2012
Na začátku roku si připsal postup do semifinále challengeru v Sao Paulu. Porazil Andrea Clezara, Jozefa Kovalíka, Anre Ghema a nestačil na Gastaa Eliase. Poté se zúčastnil kvalifikace na turnaj ATP ve Viňa Del Mar. V kvalifikaci nedal šanci Javieru Munozovi, Juanu Sebastiánu Cabalovi a Facundo Arguelovi. Svůj potenciál ukázal v hlavní soutěži, kde porazil Nicka Massůa a Thomaze Bellucciho. Ve čtvrtfinále nestačil na Carlose Berlocqa. Na dalším podniku ATP v Sao Paulu postoupil přes Gorana Tošiče a Diega Janquiera do finále kvalifikace, v níž nestačil na Rubéna Ramíreze Hidalga.
Na turnaji ATP v Buenos Aires vyhrál kvalifikaci. Porazil Diega Janquiera, Martína Alunda a Wayna Odesnika. V hlavní soutěži zdolal Frederica Gila. V osmifinále odešel poražen od Nicoláse Almagra. Na challengeru v Rabatu dohrál v úvodním kole na raketě Andreje Kuzněcova. Na challengeru v Marakéši postoupil přes Daniela Gimena-Travera a Jevgenije Donského do čtvrtfinále, ve kterém nestačil na Martina Kližana

## Finále na okruhu ATP Tour
| Legenda                     |
| D – dvouhra; Č – čtyřhra    |
| Grand Slam (0)              |
| Turnaj mistrů (0)           |
| ATP Tour Masters 1000 (0)   |
| ATP Tour 500 (0–1 D)        |
| ATP Tour 250 (2–1 D; 2–3 Č) |

### Dvouhra: 4 (2–2)
| Stav      | č. | datum         | turnaj              | povrch | soupeř ve finále | výsledek            |
| --------- | -- | ------------- | ------------------- | ------ | ---------------- | ------------------- |
| Finalista | 1. | červenec 2013 | Hamburk, Německo    | antuka | Fabio Fognini    | 6–4, 6–7(8–10), 2–6 |
| Vítěz     | 1. | březen 2014   | Sao Paulo, Brazílie | antuka | Paolo Lorenzi    | 4–6, 6–3, 6–4       |
| Finalista | 2. | květen 2014   | Nice, Francie       | antuka | Ernests Gulbis   | 1–6, 6–7(5–7)       |
| Vítěz     | 2. | duben 2016    | Casablanca, Maroko  | antuka | Borna Ćorić      | 6–2, 6–4            |

### Čtyřhra: 5 (2–3)
| Stav      | č. | datum         | turnaj                  | povrch     | spoluhráč         | soupeři ve finále              | výsledek              |
| --------- | -- | ------------- | ----------------------- | ---------- | ----------------- | ------------------------------ | --------------------- |
| Vítěz     | 1. | březen 2018   | Sao Paolo, Brazílie     | antuka (h) | Máximo González   | Wesley Koolhof Artem Sitak     | 6–4, 6–2              |
| Finalista | 1. | srpen 2018    | Kitzbühel, Rakousko     | antuka     | Daniele Bracciali | Roman Jebavý Andrés Molteni    | 2–6, 4–6              |
| Vítěz     | 1. | březen 2019   | Sao Paolo, Brazílie (2) | antuka (h) | Máximo González   | Luke Bambridge Jonny O'Mara    | 6–4, 6–3              |
| Finalista | 2. | červenec 2019 | Bastad, Švédsko         | antuka     | Horacio Zeballos  | Sander Gillé Joran Vliegen     | 7–6(7–5), 5–7, [5–10] |
| Finalista | 3. | březen 2021   | Santiago de Chile, Čile | antuka     | Jaume Munar       | Máximo González Simone Bolelli | 6–7(4–7), 4–6         |

## Finále soutěží družstev: 1 (1–0)
| Stav  | Č. | Datum                  | Soutěž                       | Povrch    | Spoluhráči                                       | Finalisté                                         | Výsledek |
| ----- | -- | ---------------------- | ---------------------------- | --------- | ------------------------------------------------ | ------------------------------------------------- | -------- |
| Vítěz | 1. | 25.–27. listopadu 2016 | Davis Cup Záhřeb, Chorvatsko | tvrdý (h) | Juan Martín del Potro Leonardo Mayer Guido Pella | Marin Čilić Ivo Karlović Ivan Dodig Franko Škugor | 3–2      |